# Kattus

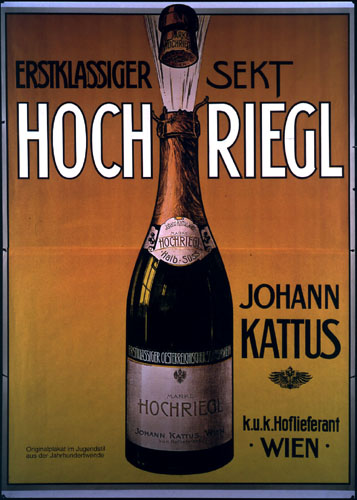
Jugendstil Werbeplakat von Kattus für Hochriegl

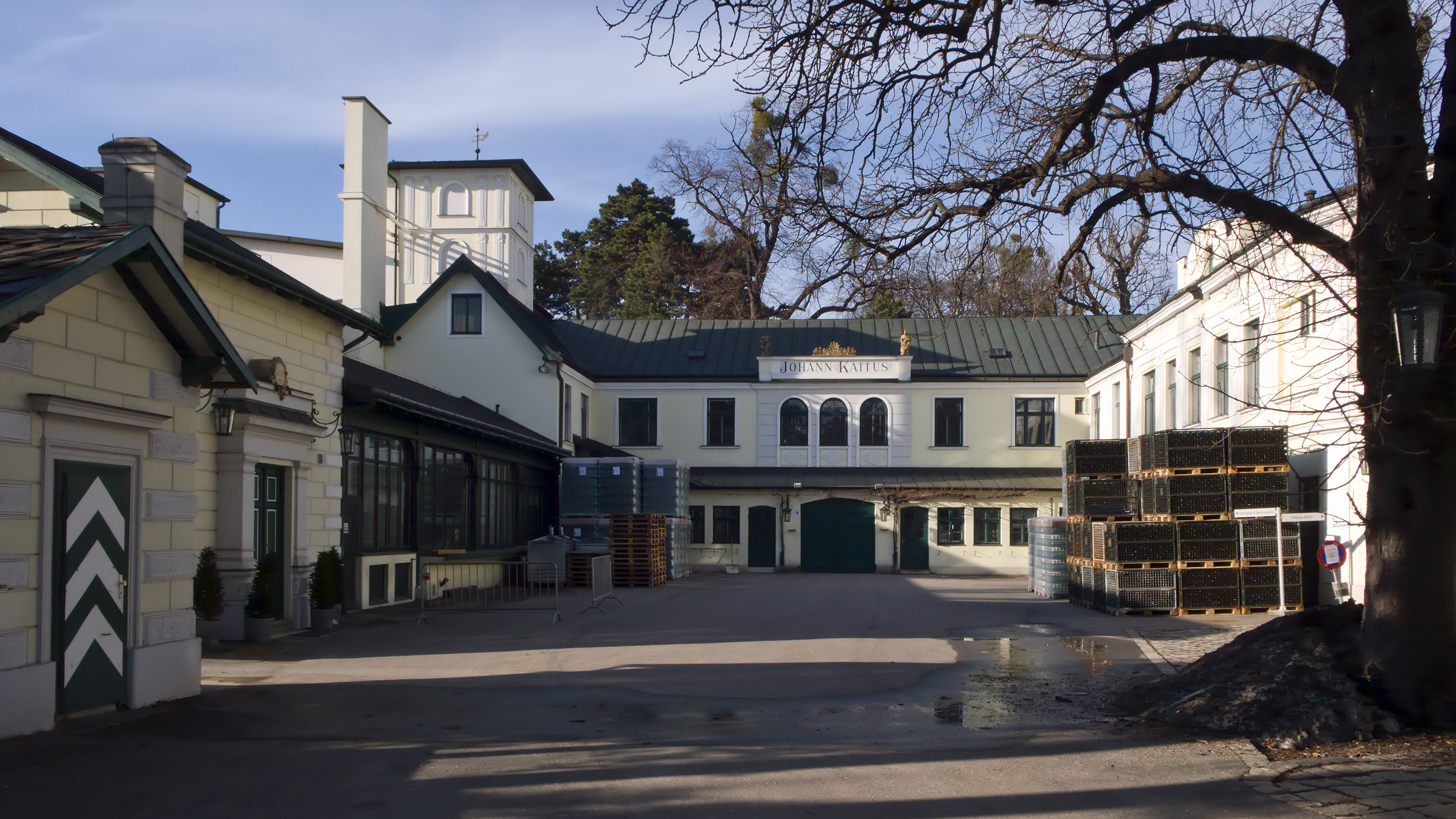
Sektkellerei Kattus in Döbling

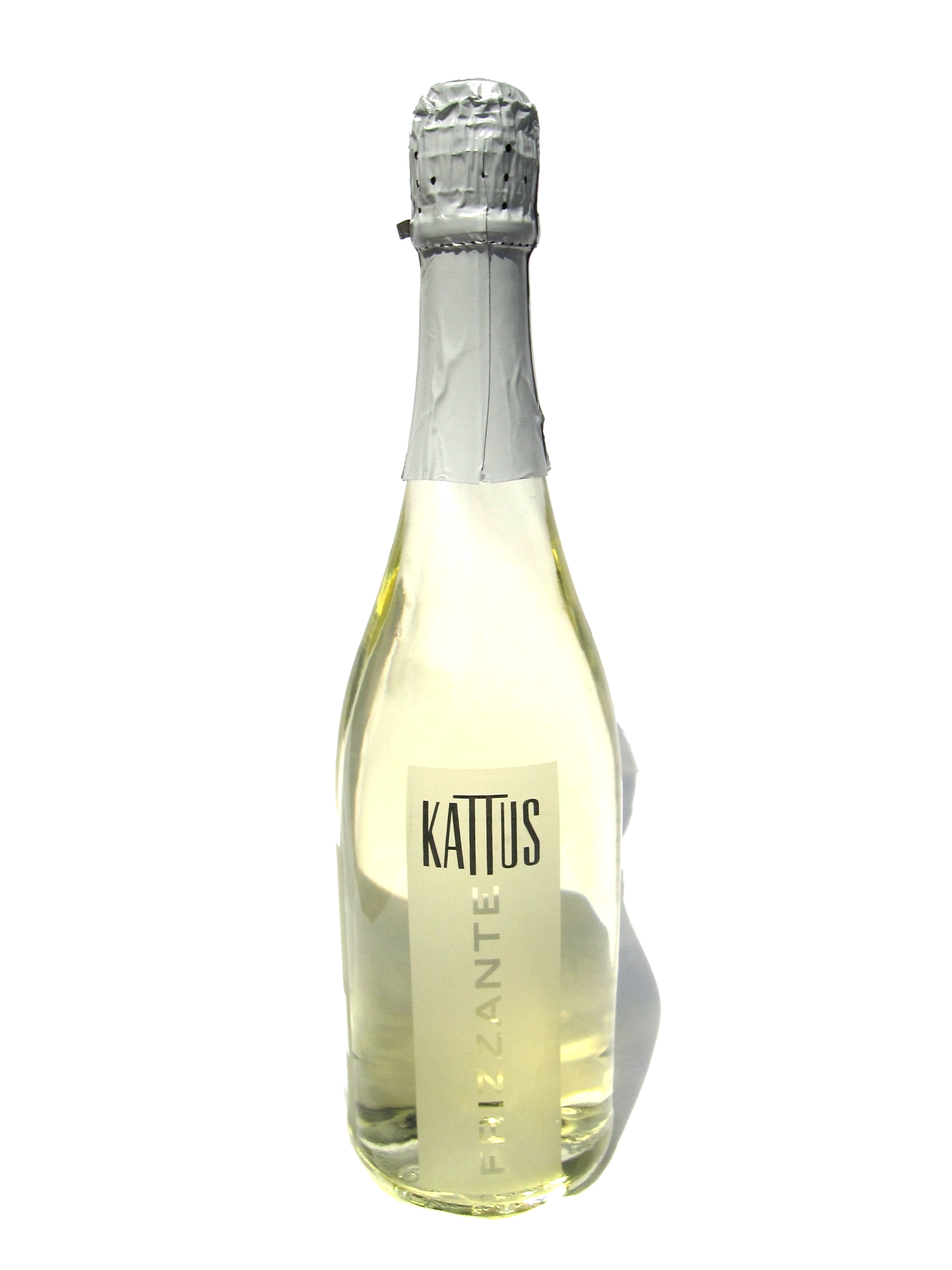
Frizzante von Kattus

Kattus ist eine der bekanntesten Weinkellereien Wiens und ehemaliger k.u.k. Hoflieferant. Die Zentrale befindet sich an der Billrothstraße 51 im 19. Wiener Gemeindebezirk Döbling.

## Geschichte
Die Familie Kattus stammt vermutlich aus der Nähe des Federsees im Schwabenland. Zu Beginn des 18. Jahrhunderts wanderte Anton Kattus in das Kaisertum Österreich nach Eggenburg im Waldviertel ein und betrieb mit seiner Frau Theresia geb. Döbel eine Wagnerei. Sein Sohn Johann Kattus, der 1823 in Eggenburg geboren wurde, lebte zunächst in Stockerau bevor er seine erste Arbeit als Reisender für den Weinhändler Alois Schwartzer und später bei Ignaz Römer fand.
Danach machte sich Kattus selbstständig und gründete im Jänner 1858 Am Hof Nr. 8  in der Wiener Innenstadt. Anfangs vertrieb er vor allem Wein, Kaffee, Tee, Südfrüchte, Spirituosen, Champagner und später auch Kaviar. Für die Spirituosen betätigte er sich als Weinhändler und konnte Kontakte zu Veuve Clicquot Ponsardin knüpfen. Er hatte auch Kontakt mit dem k. k. Hoflieferanten Girolamo Luxardo aus Zadar und Chartreuse in Frankreich.
Auf der Suche nach Lieferanten für Hausenblase (die damals hauptsächlich zur Schönung von Wein sowie zur Herstellung von Hausenblasenleim benötigt wurde, aber auch als Rohstoff für Geliermittel Verwendung fand) und wegen des steigenden Weinabsatzes wurde Kattus auf Störe aus dem Kaspischen Meer aufmerksam. Auf einer seiner vielen Reisen ins Ausland gründete Kattus eine Kaviarfaktorei in Astrachan am Kaspischen Meer. Mit Kaviar, eingelegt in Salzlake, war Kattus äußerst erfolgreich und wurde in der Zeit von 1880 bis 1918 der bedeutendste Kaviarhändler der Welt. Mit einer Jahresproduktion von 200.000 Kilogramm belieferte er den Kaiserhof in Wien, den Zarenpalast in Sankt Petersburg, deutsche Fürstenhöfe und sogar amerikanische Hotels. Nach dem Tod des Hofobsthändlers Fermer übernahm Kattus diese Funktion und belieferte ab den 1860er Jahren den kaiserlichen Hof mit Äpfeln. Kattus lieferte gleichzeitig Kautschukschläuche zur Bewässerung der Gärten von Schloss Schönbrunn und dem Prater. 1898 wurde ihm schließlich der k.u.k. Hoflieferantentitel verliehen. Ein Jahr später verstarb Johann Kattus am 27. Februar 1899 in seinem Haus in Döbling, und der Titel erlosch.
Sein Sohn Johann Nepomuk Kattus (1861–1933) war seit 1891 Teilhaber des Unternehmens. Seine Schwester Therese schied aus dem Unternehmen aus und heiratete 1895 den Künstler Franz Matsch, der engen Kontakt mit dem Kaiser pflegte. Matsch entwarf die Flaschenetiketten für Kattus, die seit seiner Zeit nur geringfügig verändert wurden.
Die Familie Kattus besaß neben dem Geschäft Am Hof und der Faktorei in Astrachan eine Filiale in Berlin und Kellereien, ein Freilager in der Silbergasse im 19. Wiener Bezirk, Keller in Markersdorf an der Pielach, Mietkeller in Weidling und Klosterneuburg sowie Weinberge am Nussberg, am Bisamberg und in Weidling. Die Kellereien und Weinberge waren von entscheidender Bedeutung für die Schaumweinerzeugung. 1890 wurde die eigene Sekterzeugung aufgenommen. Johann Nepomuk Kattus kreierte die Marke Hochriegl, benannt nach seinem besten Weingarten. Hochriegl Sekt wurde in der Monarchie sehr beliebt, 1898 wurde Kattus zum k.u.k. Hoflieferanten ernannt.
Der Erste Weltkrieg und der Zusammenbruch der Monarchie brachte dem Unternehmen schwere Zeiten. Der Bedarf nach Luxusgütern wie Kaviar sank während des Krieges beständig, noch dazu wurde die Kaviarfaktorei in Astrachan beschlagnahmt. Nach dem Ersten Weltkrieg steuerten die Brüder Johann, Josef und Franz das Unternehmen in der dritten Generation durch die Weltwirtschaftskrise und den Zweiten Weltkrieg, Bomben beschädigten die Anlagen von Kattus.
Im September 2009 wurde die traditionelle Marke Hochriegl, die mit einem Absatz von etwa zwei Millionen Flaschen pro Jahr – das entspricht einem Marktanteil von etwa 10 % – die stärkste Marke der Sektkellerei Kattus war, vom Sekthersteller Schlumberger, der zu 100 % dem deutschen Getränkekonzern Underberg angehört, übernommen.

## Produkte
Produkte aus dem Haus Kattus sind unter anderem Kattus Frizzante, Gianni Kattus Prosecco und Gianni Secco. Außerdem werden Getränke anderer Hersteller vertrieben, wie z. B. der Champagner Laurent-Perrier oder Corona Extra.